# Natalia Pánkina
Natalia Pánkina (Rusia) es una nadadora rusa especializada en pruebas de larga distancia en aguas abiertas, donde consiguió ser medallista de bronce mundial en 2004 en los 25 kilómetros en aguas abiertas.

## Carrera deportiva
- En el Campeonato Mundial de Natación en Aguas Abiertas de 2004 celebrado en Dubái (Emiratos Árabes Unidos), ganó la medalla de bronce en los 25 kilómetros en aguas abiertas, con un tiempo de 5:43:14 segundos, tras la alemana Britta Kamrau (oro con 5:43:09.6 segundos) y la neerlandesa Edith van Dyk (plata con 5:43:09.7 segundos).

- Cuatro años después, en el Campeonato Mundial de Natación en Aguas Abiertas de 2008 celebrado en Sevilla ganó el bronce en los 25 kilómetros aguas abiertas, con un tiempo de 5:27:53 segundos, tras su paisana rusa Ksenia Popova y la neerlandesa Edith van Dijk.